# Adesso (álbum)
Adesso es el sexto álbum de estudio del cantante italiano Mango, publicado en 1987.
El disco es conocido por el sencillo Bella d’estate, coescrito con Lucio Dalla. Armando Mango, hermano del cantante, también contribuyó a la composición. La versión italiana en CD contiene dos canciones adicionales: "Inseguendo il vento" y "Dove andrò", esta última del álbum Australia (1985).
En el mismo año fue publicado en España con el nombre Ahora, consiguiendo un gran éxito. El sencillo "Flor de Verano" ("Bella d'estate") terminó en el #1 lugar  de Los 40 Principales de España.

## Lista de canciones enitaliano
| N.º | Título                | Escritor(es)                | Duración |  |
| 1.  | «Bella d'estate»      | Mango, Lucio Dalla          | 4:58     |  |
| 2.  | «Arcobaleni»          | Mango, A. Salerno           | 3:55     |  |
| 3.  | «Attimi»              | Mango, A. Mango, A. Salerno | 4:18     |  |
| 4.  | «Raggio di sole»      | Mango, A. Salerno           | 2:47     |  |
| 5.  | «Dal cuore in poi»    | Mango, A. Mango, A. Salerno | 3:40     |  |
| 6.  | «Sera latina»         | Mango, A. Mango             | 4:19     |  |
| 7.  | «Stella del nord»     | Mango, A. Salerno           | 4:13     |  |
| 8.  | «Sogni»               | Mango, A. Salerno           | 3:13     |  |
| 9.  | «Abiti nobili»        | Mango, A. Mango, A. Salerno | 4:12     |  |
| 10. | «Sensazione d'aria»   | Mango, A. Mango, A. Salerno | 3:58     |  |
| 11. | «Inseguendo il vento» | Mango, A. Salerno           | 4:29     |  |
| 12. | «Dove andrò»          | Mango, A. Salerno           | 4:00     |  |

## Lista de canciones enespañol
1. «Flor de verano»
2. «Arcobaleni»
3. «Attimi»
4. «Raggio di sole»
5. «Dal cuore in poi»
6. «Noche latina»
7. «Estrella del norte»
8. «Sogni»
9. «Hábitos»
10. «Sensazione d'aria»

## Créditos
- Mango - voz, coros, teclado
- Graziano Accinni - guitarra
- Rocco Petruzzi - teclado, drums concept
- Luca Malaguti - bajo en "Sera Latina"
- Aldo Banfi - teclado en "Dove andrò"
- Mauro Paoluzzi - guitarra en "Dove andrò"
- Lele Melotti - batería, percusión en "Dove andrò"